# Zona metropolitana de Cancún
La zona metropolitana de Cancún es una de las 48 zonas metropolitanas delimitadas por la SEDATU, el CONAPO y el INEGI, resultado de la conurbación de los municipios de Benito Juárez e Isla Mujeres. De acuerdo al censo publicado por el INEGI en el año 2020, cuenta con una población de 934 189 habitantes, lo que la coloca como la 21.ª metrópoli más poblada a nivel nacional.

## Delimitación
En el año 2004, la SEDESOL, el CONAPO y el INEGI delimitaron por primera vez los núcleos urbanos del país, dando como resultado la creación de 55 nuevas zonas metropolitanas, donde se incluyó a la zona metropolitana de Cancún. La conurbación de los municipios de Benito Juárez e Isla Mujeres abarca una superficie de 1805.5 km² y está conformada por 271 localidades.

## Población
El municipio de Benito Juárez tiene una población de 911 503 habitantes, siendo su cabecera municipal la localidad de Cancún, que con 888 797 habitantes, aglutina el 97.5 % de su población total. La población de Isla Mujeres es de 22 686 habitantes, siendo 13 174 parte de su cabecera municipal que lleva el mismo nombre.
| Municipio     | Población | Superficie (km²) | Densidad (hab/km²) |
| ------------- | --------- | ---------------- | ------------------ |
| Benito Juárez | 911 503   | 930.6            | 979.4              |
| Isla Mujeres  | 22 686    | 874.9            | 25.9               |
| Total         | 934 189   | 1805.5           | 517.4              |

### Población histórica
| Año                                                                           | Zona metropolitana | Benito Juárez | Isla Mujeres |
| ----------------------------------------------------------------------------- | ------------------ | ------------- | ------------ |
| 1990                                                                          | 187 431            | 176 765       | 10 666       |
| 2000                                                                          | 431 128            | 419 815       | 11 313       |
| 2010                                                                          | 677 379            | 661 176       | 16 203       |
| 2020                                                                          | 934 189            | 911 503       | 22 686       |
| Fuente: Instituto Nacional de Estadística y Geografía (INEGI) de 1990 a 2020. |                    |               |              |

### Localidades por población
Estas son las localidades con mayor población de la zona metropolitana de Cancún, cuyos datos están referidos al año 2020.
|    | Localidad                      | Población | Municipio     |
| -- | ------------------------------ | --------- | ------------- |
| 1  | Cancún                         | 888 797   | Benito Juárez |
| 2  | Alfredo V. Bonfi               | 19 789    | Benito Juárez |
| 3  | Isla Mujeres                   | 13 174    | Isla Mujeres  |
| 4  | Zona Urbana Ejido Isla Mujeres | 6668      | Isla Mujeres  |
| 5  | Lagos del Sol                  | 1021      | Benito Juárez |
| 6  | El Porvenir                    | 625       | Benito Juárez |
| 7  | La Victoria                    | 531       | Isla Mujeres  |
| 8  | Rancho Viejo                   | 527       | Isla Mujeres  |
| 8  | Minas de Rancho Viejo          | 420       | Isla Mujeres  |
| 10 | Francisco May                  | 284       | Isla Mujeres  |